# Mniaceae
Die Pflanzen der Moos-Familie Mniaceae oder Sternmoose tragen oft auffällig große, flächige Blätter. Von der Form her sind diese rundlich bis zungenförmig. Die Zellen der Blattspreite sind breit sechseckig. Am Rande des Blattes befindet sich fast stets ein Saum aus verlängerten Zellen. Bei den meisten Arten sind die Blätter mit einfachen oder doppelten Zähnen versehen. (Bei einem Doppelzahn entspringen an einer Stelle des Blattrandes zwei Zähnchen, die übereinander oder sehr dicht nebeneinander liegen.) Das Sternmoos steht weltweit unter Naturschutz.
Vom Habitus her sind die Pflanzen recht verschieden. Es gibt aufrechte sowie niederliegende Arten. Bei vielen Arten haben fertile und sterile Stämmchen einen unterschiedlichen Wuchs. Aus einem Perichaetium entspringen ein bis mehrere Sporogone.
Die Kapsel ist stets auf einer langen Seta emporgehoben. Von der Form her ist sie zylindrisch, eiförmig bis birnförmig. Stets ist die Kapsel hängend oder nickend. Das Peristom ist doppelt.
Die Familie ist auf der Nordhemisphäre verbreitet.

## Gattungen und Arten
Die Mniaceae werden in die Ordnung Bryales gestellt. Sie besteht aus 15 Gattungen mit rund 370 Arten in zwei Unterfamilien:
- Unterfamilie Mielichhoferioideae
  - Mielichhoferia
  - Pohlia
  - Pseudopohlia
  - Schizymenium
  - Synthetodontium

- Unterfamilie Mnioideae
  - Cinclidium
  - Cyrtomnium
  - Epipterygium
  - Leucolepis
  - Mnium
  - Orthomnion
  - Plagiomnium
  - Pseudobryum
  - Rhizomnium
  - Trachycystis